# Georg Kapsch (Ingenieur)
Georg Kapsch (* 18. Dezember 1873 in Wien; † 20. Jänner 1934 in München) war ein österreichischer Bauingenieur und zu seiner Zeit ein führender Stahlbauingenieur besonders im Brückenbau.

## Biografie
Kapsch war Autodidakt. Er war 1891 bis 1897 in der Brückenbauanstalt R. Ph. Waagner in Wien, 1898/99 bei der Österreichischen Alpinen Montangesellschaft und 1899 bis 1918 bei der Maschinenfabrik Augsburg-Nürnberg (MAN), wo er zuletzt bevollmächtigter Oberingenieur im Stahlbrückenbau war.
Mitte 1918 wechselte er als technischer Prokurist in die für Brückenbau bekannte Firma Harkort in Duisburg ein und leitete dort das technische Büro.
1919 wurde er ordentlicher Professor für Brückenbau an der TH Graz und war dort 1927/28 Rektor. 1928 wurde er ordentlicher Professor für Statik der Baukonstruktion und Eisenbau an der TH München. Berufungen nach Karlsruhe und Prag lehnte er ab.
Er beherrschte alle Aspekte (praktische und theoretische) des Stahlbrückenbaus und gründete auf diesem Gebiet eine eigene Schule. Zu seinen Schülern gehörten Walter Pelikan, Konrad Sattler und Hermann Beer.
Er war Ehrendoktor der Technischen Hochschule Stuttgart.

## Bauprojekte
Zu seinen Projekten gehören:
- Hamburger Hochbahn (Brücken, Viadukte), wobei er Entwurf und Ausführung leitete.
- Verzweigungsbauwerke der Hochbahn in Berlin
- Friedrich-Ebert-Brücke (Duisburg), die Balkenträger-Brücke mit der damals größten Spannweite in Kontinentaleuropa (rund 200 m Mittelöffnung).
- Deutzer Brücke, Köln
- Eisenbahnbrücke über die Maas bei Visé
- Wiederherstellung der Anghel-Saligny-Brücke in Cernavodă
- Wiederherstellung der zweigleisigen Eisenbahnbrücke über die Düna in Riga
- Weichsel-Brücke Thorn
- erste Mülheimer Brücke (1927 bis 1929)[2], Begutachtung und Führung des Konstruktionsentwurfs. Damals war sie mit einer Spannweite von 315 m die größte unechte Hängebrücke und die größte Hängebrücke Europas.
- Entwürfe für die Eisenbahnbrücke über den Rhein bei Duisburg und für die Brücke über die Aostabucht in Stockholm